# Marián Varga
Marián Varga (Szakolca, 1947. január 29. – 2017. augusztus 9.) szlovák rockzenész.

## Életpályája
6 éves korától művészeti iskolába járt, ezzel párhuzamosan kompozíciós magánórákat vett Ján Cikker professzortól. Később a pozsonyi Zeneiskola növendéke lett, ahol a zongorát Roman Berger osztályában, a zeneszerzést pedig Andrej Očenáš osztályában tanulta. 
Három évi tanulmány után otthagyta a zeneiskolát, közvetlenül azután, hogy a Prúdy együttes tagja lett. Miután 1969-ben megjelent a legendás Zvoňte zvonky című lemezük, elhagyta a Prúdyt és megalapította Csehszlovákia első art rock zenekarát, a Collegium Musicumot.
Az együttes repertoárjában főleg instrumentális kompozíciók szerepeltek, beleértve Bartók, Haydn, Rimszkij-Korszakov, Prokofjev, Sztravinszkij műveinek feldolgozásait, valamint eredeti szerzeményeket, amelyek magukon viselték a zenei posztmodernizmus jeleit, s amelyek mostani zenéjének is lényegét képezik. 
A Collegium Musicum 1979-es feloszlása után Varga a magányos pályafutást választotta. Előadásaira jellemző az abszolút improvizációs koncepció. Az utóbbi évek során Pavol Hammellel öt lemezt adtak ki, és az első szlovák rock-musical (Cyrano z predmestia, 1977) zenéjét is ő szerezte.